# Farmaceutiska institutet
Farmaceutiska institutet var en högskola inom farmaci i Stockholm som grundades 1837 och som integrerades i Uppsala universitet 1968 i form av Farmaceutiska fakulteten. Verksamheten kom därvid att flyttas till Uppsala. Farmaceutiska institutet utbildade farmaceutisk personal i form av apotekare och receptarier.

## Historik

### Förhistoria
Den farmaceutiska undervisningens förhistoria i Sverige fanns inom Collegium medicorum som inrättades på 1600-talet, och innan dess fanns skråmässigt bedriven med lärlingar och gesäller. Kollegiets skola var dock i huvudsak avsedd för utbildning av läkare, och fortsatte att vara så även efter att en professur i medicinsk naturalhistoria och farmaci samt en laboratorstjänst inrättats 1761. Någon fullständig farmaceutisk utbildning kan därför inte sägas ha bedrivits vid kollegiet. Först sedan Karolinska Institutet bildats ur kollegiets läroverk och Jöns Jacob Berzelius 1815 blivit dess professor i kemi och farmaci började egentlig farmaceutisk utbildning ges vid institutet av Berzelius och läraren i materia medica, även om det inte fanns något föreskrivet om farmaceutisk undervisning i institutets stadgar, varken i 1815 eller 1822 års version.

### Apotekarsocieteten
Trots förbättringen i form av Karolinska Institutets undervisning såg man i apotekarkretsar ett behov av en särskild farmaceutisk undervisning inom en egen organisation. Stockholms apotekare bildade 1821 Apotekarsocieteten och verkade inom denna för att få till stånd denna undervisning utan att lyckas. 1837 bildades åter en organisation under namnet Apotekarsocieteten med huvudändamål att driva en läroanstalt för farmaceuters undervisning i kemi, farmaci, materia medica samt i latin och tyska.

### Farmaceutiska institutet
Farmaceutiska institutet startade sin verksamhet 1837, och bedrev då undervisning i kemi, farmaci, naturalhistoria och materia medica. Institutet använde inledningsvis Karolinska Institutets laboratorielokaler, och examinationen skedde också vid Karolinska Institutet. Apotekarsocieteten finansierade själv institutet till 1845, då det fick ett statsanslag som innebar att staten och Apotekarsocieteten finansierade ett lika stort belopp, kompletterat med vissa terminsavgifter från studenterna. 1858 utökades anslaget, vilket innebar att institutet 1859 fick egen laboratorielokal och föreläsningssal i Apotekarsocietetens hus på dåvarande Rörstrandsgatan nummer 20, vilket med senare gatunamn var i hörnet av Wallingatan och Upplandsgatan. Lokalerna visade sig snabbt otillräckliga, och riksdagen beviljade 1859 ett lån för att uppföra lämpliga lokaler på Apotekarsocietetens tomt, och dessa stod klara 1863.
1865, i samband med en anslagsökning, fick Farmaceutiska institutet resurser att avlöna två lärare med examinationsrätt, vilket innebar att institutet i detta avseende nu blev fristående från Karolinska Institutet.
Vid 1873 års riksdag väcktes förslag om att slå ihop Farmaceutiska institutet och flera andra specialiserade läroanstalter med Teknologiska institutet, men så blev slutligen inte fallet. Dock kom Farmaceutiska institutet i samband med detta att bli helt statligt finansierat, i och med att Apotekarsocietetens bidrag upphörde vid 1876 års utgång.
I början av 1900-talet utgjordes lärarpersonalen av två e.o. professorer, i kemi respektive botanik, varav en också fyllde rollen som institutets föreståndare. Därutöver fanns två lärare - i teknisk farmaci respektive fysik, en extra lärare i bakteriologi och fyra assistenter: två i kemi och en vardera i botanik och fysik.

### Utbildning
Utbildningen vid 1900-talets början bestod inledningsvis av en halvårslång utbildning till farmacie kandidatexamen (tidigare kallad farmacie studiosusexamen), med ett 30-tal studenter per år. Därefter krävdes minst ett års tjänstgöring vid apotek innan studenten kunde antas till den tvååriga utbildningen till apotekare med antagning vartannat år och som avslutades med apotekarexamen.
Kvinnor fick 1891 samma rätt som män att anställas vid och äga apotek, och kunde från 1892 även vara studenter vid Farmaceutiska institutet. De tre första hoppade av, och först med att avlägga den lägre examen var Märtha Leth (som gift Märtha Hallbergsson) 21 januari 1897. Första kvinna att avlägga apotekarexamen blev Agnes Arvidson, som tog examen 17 september 1903.
1918 framfördes förslag om att förlänga farmacie kandidatutbildningen till ett år, göra det möjligt att gå direkt vidare till apotekarutbildningen, samt att denna skulle ha intagning varje år istället för vartannat. 1923 skedde en flytt från 1863 års lokaler till provisoriska lokaler på Kungstensgatan 49, som dock kom att förbli institutets lokaler ända till flytten till Uppsala skedde.
Från 1945 skedde en differentierad antagning till institutet, ett mindre antal A-elever som avsåg att fortsätta till apotekarexamen med mer vetenskaplig inriktning (då 26 stycken) och ett större antal B-elever som enbart avsågs fullfölja en farmacie kandidatexamen avsedd för praktisk apoteksverksamhet (då 126 stycken). B-kursen omvandlades från höstterminen 1952 till en receptariekurs.
1951 blev det möjligt att avlägga farmacie licentiatexamen vid institutet, och de fem första licentiaterna examinerades våren 1952. 1954 fick Farmaceutiska institutet disputationsrätt. Först att disputera för farmacie doktorsgrad vid institutet blir Allan Ågren 26 maj 1956.
1957 fick Farmaceutiska institutet full högskolestatus, men namnet förblev oförändrat.

### Övergång till farmaceutisk fakultet
1965 fattades riksdagsbeslut om att göra om Farmaceutiska institutet till en farmaceutisk fakultet vid Uppsala universitet. Organisationsförändringen genomfördes 1 juli 1968.

## Rektorer

### Inspektorer
- 1846–1858 Carl Gustaf Mosander
- 1861–1863 Sten Stenberg
- 1873–1894 Oskar Theodor Sandahl
- 1894–1900 Nils Ludvig Stahre

### Föreståndare
- 1900–1903 Nils Ludvig Stahre
- 1904–1910 Thor Ekecrantz
- 1911–1918 Henrik Victor Rosendahl
- 1918–1922 Thor Ekecrantz
- 1922–1933 Richard Westling

### Rektorer
- 1933–1959: Erik Ohlsson
- 1959–1962: Erik Sandell
- 1962–1968: Håkan Rydin